# Chonocephalus aduncus
Chonocephalus aduncus är en tvåvingeart som beskrevs av Schmitz 1928. Chonocephalus aduncus ingår i släktet Chonocephalus och familjen puckelflugor. Inga underarter finns listade i Catalogue of Life.